# Mramorový oblouk (Londýn)
Mramorový oblouk (Marble Arch) je oblouk z kararskéko mramoru poblíž Speakers' Corner v Londýnském Hyde Parku v městském obvodu Westminster u západního konce Oxford Street.
Autorem návrhu byl v roce 1828 John Nash. Inspiroval se triumfálním Konstantinovým obloukem v Římě. Původně byl vztyčen na ulici Mall jako brána do Buckinghamského paláce (Nash původní Buckingham House rozšířil na královský palác pro Jiřího IV.).
Poté, co byl shledán příliš úzkým pro královský kočár, byl roku 1851 přemístěn na místo kde stojí dodnes. Uvnitř oblouku se nacházejí tři malé místnosti, které byly do roku 1950 používány jako policejní stanice. Některé sochy určené pro jeho výzdobu, především ty, které měly zdobit původní hlavní vstup, byly umístěny na průčelí Národní galerie. Oblouk stál poblíž tyburnského popraviště, místa veřejných poprav v období let 1388 až 1793. Průchod nebo průjezd obloukem je povolen pouze členům královské rodiny a příslušníkům královského jízdního dělostřelectva.
Doprava – metro – Marble Arch.

## Další informace

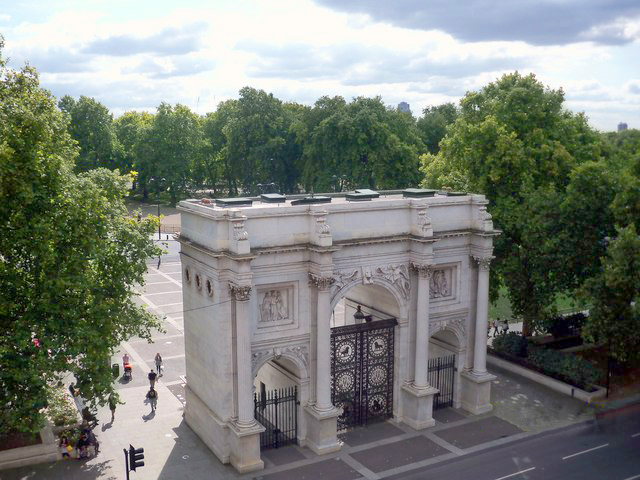

Vedle Mramorového oblouku se nachází umělý kopec Marble Arch Mound.